# Złotów
Złotów (← poloneză, AFI [ˈzwɔtuf], germană Flatow, latină Zlotovia) este un oraș din voievodatul Polonia Mare, Polonia, situat în partea de nord-vest al țării. Este reședința powiat-ului złotowski și împreună cu mai multe sate vecine formează comuna cu același nume. Are populația de 18.303 de locuitori și se întinde pe suprafața de 11,48 km2.